# Manito (Illinois)
Manito é uma vila localizada no estado americano de Illinois, no Condado de Mason.

## Demografia
Segundo o censo americano de 2000, a sua população era de 1733 habitantes.
Em 2006, foi estimada uma população de 1675, um decréscimo de 58 (-3.3%).

## Geografia
De acordo com o United States Census Bureau tem uma área de
4,0 km², dos quais 4,0 km² cobertos por terra e 0,0 km² cobertos por água. Manito localiza-se a aproximadamente 154 m acima do nível do mar.

## Localidades na vizinhança
O diagrama seguinte representa as localidades num raio de 16 km ao redor de Manito.